# Oncocnemis toddi
Oncocnemis toddi là một loài bướm đêm trong họ Noctuidae.